# Kimiko Koyama
Kimiko Furuyama (古山 貴実子 Furuyama Kimiko?, Tokushima, 27 de enero de 1979), más conocida como Kimiko Koyama (こやま きみこ Koyama Kimiko?), es una seiyū y cantante japonesa.

## Filmografía

### Anime
- Uzuki Shitennō en Happy Lesson.
- Fūka Narutaki en Negima!
- Yūka Maruyama en Mamoru-kun ni Megami no Shukufuku wo!
- Kurumi Akino en Haō Airen.
- Suzune Kujyou en Kamichama Karin.
- Pepe en Shugo Chara.
- Re Mii en Zoids: Genesis.
- Natsuki Komiya en Ai Yori Aoshi ~Enishi~
- Parfait Shucrell en Little Witch Parfait.
- Jūji Minami en Nabari no Ō
- Marianne en Shakugan no Shana
- Yukari Sendo en Rosario + Vampire
- Yukari Sendo en Rosario + Vampire Capu2
- Komoe Tsukuyomi en To Aru Majutsu no Index
- Komoe Tsukuyomi en To Aru Majutsu no Index II